# Vâlcăneasa
Vâlcăneasa – wieś w Rumunii, w okręgu Alba, w gminie Vidra. W 2011 roku liczyła 38 mieszkańców.